# Duke of Kent

Wappen von Edward, 2. Duke of Kent

Duke of Kent (deutsch Herzog von Kent) ist ein erblicher britischer Adelstitel (Dukedom), der zweimal in der Peerage of Great Britain sowie einmal in der Peerage of the United Kingdom verliehen wurde.

## Verleihungen und nachgeordnete Titel
Der Titel wurde erstmals am 28. April 1710 in der Peerage of Great Britain von König Georg I. an Henry Grey, 1. Marquess of Kent, verliehen. Dieser war ein wichtiges Mitglied am Hof des Königs, unter anderem diente er als Lordsiegelbewahrer. Er war bereits am 14. November 1706 in der Peerage of England zum Marquess of Kent, Earl of Harold und Viscount Goderich erhoben worden. 1702 hatte er von seinem Vater den Titel 12. Earl of Kent geerbt, der 1465 in der Peerage of England für seinen Vorfahren Edmund Grey geschaffen worden war, außerdem ebenfalls 1702 von seiner Mutter den Titel 2. Baron Lucas, der 1663 in der Peerage of England für diese geschaffen worden war. Am 19. Mai 1740 wurde ihm zudem in der Peerage of Great Britain der Titel Marquess Grey verliehen. Als Grey im Juni 1740 starb, waren seine Söhne bereits ohne Nachkommen gestorben. So erloschen sein Dukedom und alle seine übrigen Titel, mit Ausnahme der Titel Marquess Grey und Baron Lucas, die an seine Enkelin Jemima übergingen.
Die nächste Verleihung erfolgte am 24. April 1799 in der Peerage of Great Britain von König Georg III. an dessen vierten Sohn, Prince Edward Augustus. Er wurde gleichzeitig zum Duke of Strathearn erhoben, sodass die korrekte Bezeichnung des Titels Duke of Kent and Strathearn lautet. Ebenso gleichzeitig wurde ihm in der Peerage of Ireland der nachgeordnete Titel Earl of Dublin verliehen. Edward war der Vater der späteren Königin Victoria. Edward starb 1820 ohne männlichen Abkömmling. Seine Titel erloschen daher.
Die derzeitige Verleihung erhielt Prinz George Edward Alexander Edmund, vierter Sohn von König Georg V., am 12. Oktober 1934 von seinem Vater. Gleichzeitig wurden ihm die nachgeordneten Titel Earl of St. Andrews und Baron Downpatrick verliehen. Der jeweils älteste Sohn des Dukes führt als Heir apparent den Höflichkeitstitel Earl of St. Andrews, dessen jeweils ältester Sohn führt den Höflichkeitstitel Lord Downpatrick. Nach Prince Georges Tod 1942 gingen die Titel auf dessen Sohn Edward als 2. Duke über.

## Liste der Dukes of Kent

### Dukes of Kent, erste Verleihung (1710)
- Henry Grey, 1. Duke of Kent (1671–1740)

### Dukes of Kent and Strathearn (1799)
- Prince Edward, Duke of Kent and Strathearn (1767–1820)

### Dukes of Kent, zweite Verleihung (1934)
- Prince George, 1. Duke of Kent (1902–1942)
- Prince Edward, 2. Duke of Kent (* 1935)

Heir apparent ist der älteste Sohn des aktuellen Titelinhabers George Windsor, Earl of St. Andrews (* 1962).

Dessen Heir apparent ist dessen ältester Sohn Edward Windsor, Lord Downpatrick (* 1988).